# Scala Mercalli

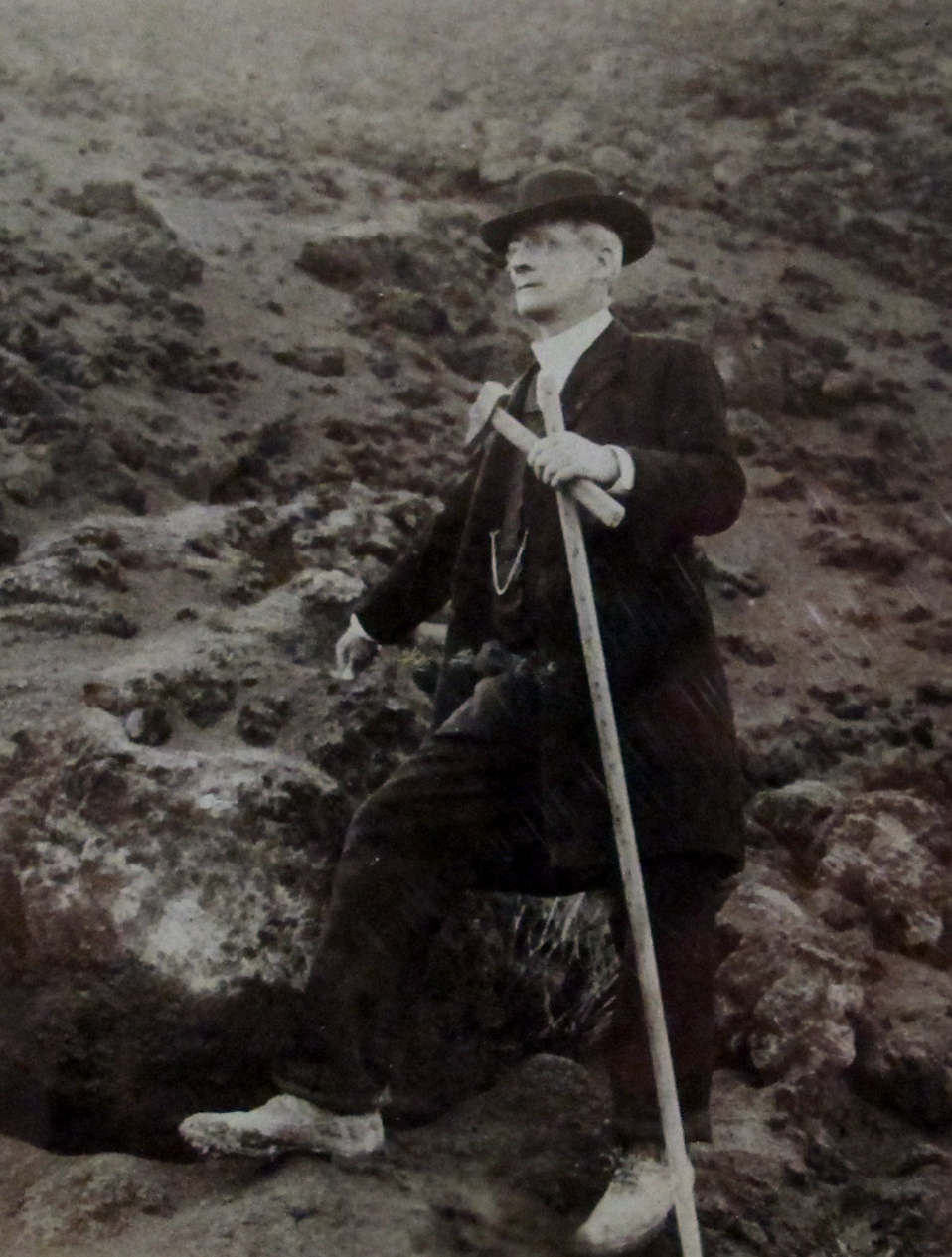
Giuseppe Mercalli sul Vesuvio

La scala Mercalli è una scala di valutazione dell'intensità di un terremoto eseguita osservando i danni che esso produce sulle persone, cose e manufatti. Questa valutazione non richiede l'utilizzo di strumenti di misurazione e per la sua caratteristica descrittiva può essere applicata anche alla classificazione di terremoti avvenuti in tempi storici, di cui sia rimasta una descrizione scritta. I valori di questa scala sono scritti con numeri romani e vanno da I a XII.

## Storia
La scala Mercalli prende origine dalla semplice scala Rossi-Forel, composta di 10 gradi, derivando poi il nome da Giuseppe Mercalli, presbitero, sismologo e vulcanologo famoso in tutto il mondo. Venne riveduta e aggiornata nel 1883 e nel 1902, anno in cui Mercalli la espose alla comunità scientifica.
Nello stesso 1902 la Scala Mercalli di 10 gradi venne espansa a 12 gradi dal fisico italiano Adolfo Cancani. Essa fu in seguito completamente riscritta dal geofisico tedesco August Heinrich Sieberg e divenne nota come scala Mercalli-Cancani-Sieberg, abbreviata con MCS e detta brevemente Scala Mercalli.

## Descrizione
Due terremoti di identica magnitudo possono avere diverse intensità, se per esempio hanno ipocentri posti a differenti profondità, oppure si verificano in zone con una diversa antropizzazione. L'esempio classico è quello del terremoto di altissima magnitudo che però avviene in mezzo al deserto, dove non ci sono costruzioni e che potrà avere intensità minore (quindi un Grado Mercalli inferiore) rispetto a un altro, di magnitudo inferiore, che però avviene in una zona rurale densamente abitata, dove le costruzioni non sono antisismiche. Non ha molto senso, dunque, trovare equivalenze tra i valori della scala Richter (che misura una grandezza fisica) con quelli della scala Mercalli (basata sugli effetti prodotti). Per uno stesso terremoto si possono definire sia l'intensità massima riscontrata in vicinanza dell'epicentro, sia le varie intensità osservate nelle diverse località in cui l'evento sismico è stato avvertito.

### Scala Mercalli-Cancani-Sieberg (MCS)
Il grado più basso della scala MCS viene attribuito a una scossa rilevabile solamente con strumentazione geofisica, salendo nella scala sono introdotte le osservazioni sulla percezione umana della scossa e quindi quelle sui manufatti di facile rinvenimento nelle aree abitate e  a partire dal VI grado dai danni alle abitazioni fino ad arrivare al grado XII indicativo di distruzione brutale e raggruppati in quattro categorie di terremoti (lieve, moderato, forte, brutale) ad eccezione dei terremoti con scala MMI I.
| Grado di intensità | Scossa                    | Categoria di terremoto | Effetti sul territorio |
| ------------------ | ------------------------- | ---------------------- | --- |
| I                  | impercettibile            | N/A                    | Avvertita solo dagli strumenti sismici.                                                                                               |
| II                 | molto leggera             | lieve                  | Avvertita solo da qualche persona in opportune condizioni.                                                                            |
| III                | leggera                   | lieve                  | Avvertita da poche persone. Oscillano oggetti appesi con vibrazioni simili a quelle del passaggio di un'automobile.                   |
| IV                 | moderata                  | lieve                  | Avvertita da molte persone; tremito di infissi e cristalli, e leggere oscillazioni di oggetti appesi.                                 |
| V                  | piuttosto forte           | moderato               | Avvertita anche da persone addormentate; caduta di oggetti.                                                                           |
| VI                 | forte                     | forte                  | Qualche leggera lesione negli edifici e finestre in frantumi.                                                                         |
| VII                | molto forte               | forte                  | Caduta di fumaioli, lesioni negli edifici.                                                                                            |
| VIII               | rovinosa                  | forte                  | Rovina parziale di qualche edificio, qualche vittima isolata                                                                          |
| IX                 | distruttiva               | brutale                | Rovina totale di alcuni edifici e gravi lesioni in molti altri; vittime umane sparse ma non numerose.                                 |
| X                  | completamente distruttiva | brutale                | Rovina di molti edifici; molte vittime umane; crepacci nel suolo.                                                                     |
| XI                 | catastrofica              | brutale                | Distruzione di agglomerati urbani; moltissime vittime; crepacci e frane nel suolo; maremoto.                                          |
| XII                | apocalittica              | brutale                | Distruzione di ogni manufatto; pochi superstiti; sconvolgimento del suolo; maremoto distruttivo, dislocamento della crosta terrestre. |

### Correlazioni con le quantità fisiche
La scala Mercalli non è definita in relazione a grandezze fisiche, con misurazioni quantificabili oggettivamente come ampiezza della scossa, velocità di picco, accelerazione, o periodo e ha, quindi, il vantaggio di essere utilizzabile anche in assenza di una strumentazione specifica e di poter essere applicata anche a descrizioni di terremoti avvenuti in epoche storiche, durante le quali non esistevano sismometri atti a registrare le scosse.

### Confronto con la scala Richter
Gli effetti di un terremoto possono essere molto diversi da luogo a luogo, quindi un singolo terremoto avrà in luoghi diversi differenti valori nella Scala Mercalli, poiché questa misura l'intensità avvertita sulla superficie terrestre, all'opposto la scala Richter che fornisce il valore di magnitudo all'ipocentro avrà un unico valore.
| Terremoto                               | Vittime | Magnitudo momento | Intensità Mercalli Modificata | Intensità Mercalli-Cancani-Sieberg |
| --------------------------------------- | --- | ----------------- | ----------------------------- | ---------------------------------- |
| Terremoto di Foggia (1731)              | circa 2 000 | n.d.              | n.d.                          | IX                                 |
| Terremoto di Haiyuan (1920)             | circa 275 000 | n.d.              | XII                           | n.d.                               |
| Terremoto del Val di Noto (1693)        | circa 60 000 | 7.6               | n.d.                          | XI                                 |
| Terremoto della Maiella del 1706        | più di 1 000 | n.n               | n.d.                          | IX-X                               |
| Terremoto del Molise del 1805           | 5 611 | n.d.              | n.d.                          | X                                  |
| Terremoto di Tangshan (1976)            | 250 000 | 7,8-8,2           | XI                            | n.d.                               |
| Terremoto della Valle del Belice (1968) | 296 | 6,1               | n.d.                          | X                                  |
| Terremoto di Messina e Reggio (1908)    | tra 90 000 e 120 000, in verità il calcolo è particolarmente difficoltoso (anche perché entrambe le province conoscevano una forte emigrazione proprio in quegli anni) e le stime possono variare tra 50 000 e 250 000. | 7,10              | n.d.                          | XI                                 |
| Terremoto della Marsica del 1915        | circa 30 000 | n.d.              | n.d.                          | XI                                 |
| Terremoto di Kobe (1995)                | 6 434 | 6,8               | X-XI                          | n.d.                               |
| Terremoto di Haiti (2010)               | 316 000 | 7,0               | X                             | n.d.                               |
| Terremoto dell'Irpinia (1980)           | 2 914 | 6,8               | n.d.                          | X                                  |
| Terremoto del Friuli (1976)             | 990 | 6,5               | n.d.                          | X                                  |
| Terremoto dell'Aquila (2009)            | 309 | 6,3               | IX                            | IX-X                               |
| Terremoto di Loma Prieta (1989)         | 63 | 6,9               | IX                            | n.d.                               |
| Terremoto di Christchurch (2011)        | 166 (stimati oltre 200) | 6,3               | IX                            | n.d.                               |
| Terremoto di Sendai (2011)              | Morti 15 894, dispersi 4 647 circa. Il totale include le vittime del maremoto. | 9,0               | XI                            | n.d.                               |
| Terremoto in Emilia (2012)              | 27 | 5,8-5,9           | VII-VIII                      | VII-VIII                           |
| Terremoto della Costa Rica (2012)       | 2 | 7,6-7,9           | VIII                          | n.d.                               |
| Terremoto del Centro Italia del (2016)  | 298 | 6,0-6,5           | n.d.                          | n.d.                               |
| Terremoto del Messico (2017)            | oltre 200 | 8,2               | IX                            | n.d                                |
| Terremoto in Turchia e Siria (2023)     | Oltre 50 000 | 7,8               | n.d                           | IX                                 |

### Altre scale d'intensità
Mentre nell'Europa occidentale gli effetti di un terremoto vengono valutati con la scala Mercalli, nell'Europa orientale trova largo impiego la scala Medvedev-Sponheuer-Karnik (MSK), a essa assai simile. Altre scale d'intensità che si possono in parte relazionare alla Mercalli sono la Shindo, usata in Giappone e a Taiwan, e la Liedu in Cina. La scala Mercalli-Cancani-Sieberg fu modificata e pubblicata in Inghilterra da Harry O. Wood e Frank Neumann nel 1931 come scala Mercalli-Wood-Neuman (MWN); questa fu ulteriormente perfezionata da Charles Francis Richter, padre della scala Richter, ed è attualmente usata negli Stati Uniti con il nome di scala Mercalli modificata (modified Mercalli intensity scale).
La magnitudo di un terremoto, che fornisce una misurazione dell'energia liberata dal terremoto, è invece misurata analizzando quantitativamente i sismogrammi, e abitualmente viene calcolata come scala Richter oppure come scala di magnitudo del momento sismico.